# J級潜水艦 (イギリス海軍)
| J級潜水艦 | J級潜水艦                                                                         |
| --------- | --------------------------------------------------------------------------------- |
|           |                                                                                   |
| 艦級概観  |                                                                                   |
| 艦種      | 艦隊型潜水艦                                                                      |
| 艦名      |                                                                                   |
| 前級      | H級潜水艦                                                                         |
| 次級      | M級潜水艦                                                                         |
| 性能諸元  |                                                                                   |
| 排水量    | 水上：1,204t、水中：1,820t                                                        |
| 全長      | 84.0m                                                                             |
| 全幅      | 7.0m                                                                              |
| 吃水      | 4.3m                                                                              |
| 機関      | ディーゼル・エンジン×3基(3,600馬力) 電動機×2基(1,350馬力) 3軸推進                 |
| 最大速力  | 水上：19.5kt(36km/h)、水中：9.5kt(18km/h)                                         |
| 航続距離  | 水上10kt(19km/h)で9,254km 水中5kt(9km/h)で101km                                   |
| 乗員      | 44名                                                                              |
| 兵装      | 76mm砲または102mm砲×1門 457mm艦首魚雷発射管×4門 457mm中央魚雷発射管×2門 魚雷×12発 |

J級潜水艦 (J class submarine) は、イギリス海軍の艦隊型潜水艦である。1916年から1917年に製造された。第一次世界大戦で活躍した。

## 概要
1912年にイギリス海軍でまとめられた将来型潜水艦の要求書に応えてG級潜水艦が製造された頃、ドイツ海軍が速力22kt(41km/h)という高速潜水艦を建造しているという、誤った情報が伝わり、急遽それに対抗するための高速潜水艦が求められた。これがヴィッカース社製の1,200馬力ディーゼル･エンジンを搭載されたJ級潜水艦である。J級潜水艦はなんとか水上速力19kt(35km/h)を出すことができた。このクラスは艦首魚雷発射管を4門装備した初のイギリス潜水艦であり、J1は後に艦尾に爆雷敷設のための装備が施された。第一次世界大戦中に1隻が戦没し、他の艦は大戦後すべてオーストラリア海軍に譲渡された。